# Literatura escrita en euskera durante el siglo XVI

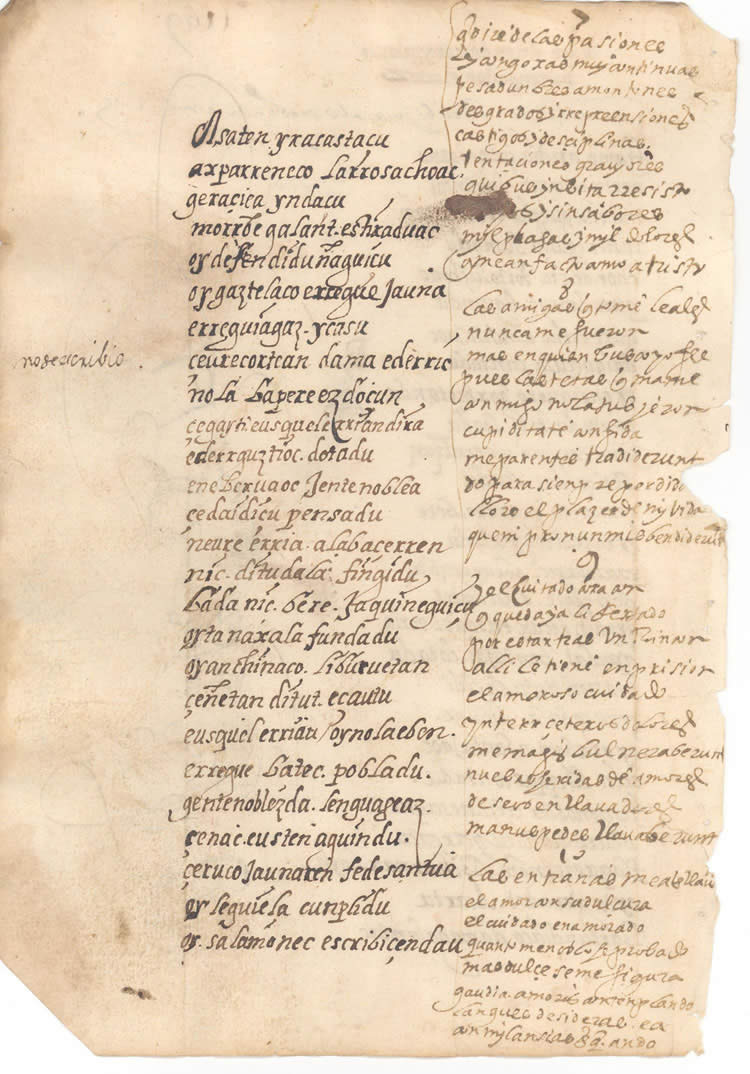
Manuscrito de Juan Pérez de Lazarraga descubierto en el año 2004 por Borja Aginagalde.

La literatura escrita en euskera se inicia en el siglo XVI d. C., con tres autores considerados clásicos: Juan Pérez de Lazarraga, Bernat Dechepare y Joanes Leizarraga. En el manuscrito del primero de ellos, descubierto en 2004, se observa la influencia de la lírica cortesana tradicional, de la novela pastoril italiana y los moldes populares vascos. En el caso de Dechepare, comparado muchas veces con el arcipreste de Hita, se ha mencionado la influencia de la literatura francesa. Respecto a Leizarraga, traductor al euskera del Nuevo Testamento y otras obras de tema religioso, destaca por su intento de buscar una lengua unificada (preocupación de muchos de los autores posteriores), y por la utilización de formas verbales cultas y oraciones compuestas, inexistentes en la literatura escrita hasta aquel momento.
Además de las obras de los citados autores, se conservan también una traducción del catecismo de Jerónimo de Ripalda, realizada por Juan Pérez de Betolaza, y dos versos de una elegía, obra de Juan de Amendux. Se tiene noticia de otra traducción de un texto doctrinal, hoy pérdida.

## Contexto histórico
En el siglo XVI d. C., como en la actualidad, el dominio lingüístico del euskera se hallaba fragmentado en diferentes ámbitos de soberanía. Los territorios de Vizcaya, Álava y Guipúzcoa estaban integrados en la Corona de Castilla desde hacía siglos, y el Reino de Navarra se convirtió, desde 1512, en un virreinato, también bajo la autoridad del rey de Castilla. Sin embargo, la dinastía anteriormente reinante en Navarra conservó sus dominios de Ultrapuertos, donde continuaría reinando hasta la definitiva integración del reino en Francia. Incluso en el reino de Navarra, el euskera había sido tradicionalmente preterido en favor de las lenguas neolatinas, a pesar de que, sobre todo entre el campesinado, aunque también entre las élites, gran parte de la sociedad era monolingüe en euskera.
El principal impulso al uso literario del euskera vino dado por la reina de Navarra Juana de Albret, cuando, en 1559, se convirtió al calvinismo y decidió impulsar la Reforma protestante. Mientras esto ocurría en el País Vasco Francés, en Hegoalde (País Vasco Español), el sistema feudal sufrió un duro golpe con la aparición de una nueva figura jurídica, la hidalguía universal para Vizcaya, Guipúzcoa y algunos valles navarros y alaveses, aunque los enfrentamientos entre los Ahaide Nagusiak (familias de la alta nobleza) siguieron dominando parte de la vida política.

## El primer texto:François Rabelais

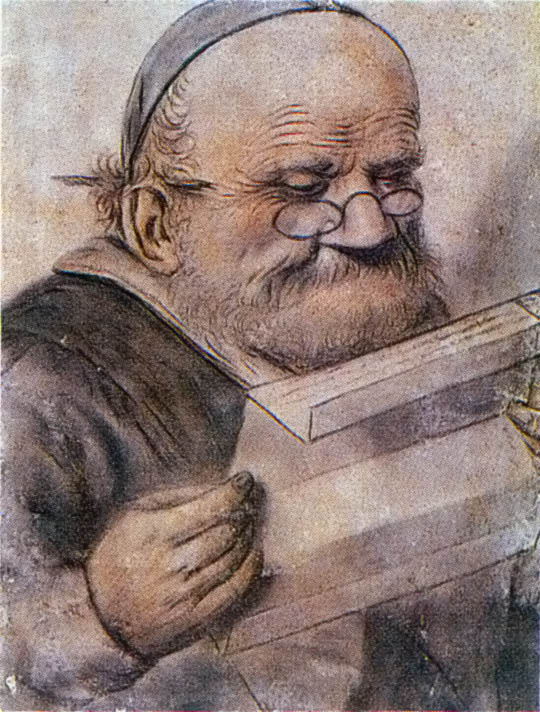
François Rabelais.

El primer autor en publicar un texto en euskera fue el médico, sacerdote y célebre escritor francés François Rabelais, en 1542, tres años antes que Dechepare. Rabelais estudió en el Colegio de Navarra de París, gracias a la protección de los reyes de Navarra a dicho colegio. En 1534 publicó Vie horrifique du grand Gargantúa, père de Pantagruel, donde ya incluía una frase en euskera:

Lagona edatera!
¡Amigo, a beber!

La segunda edición (1542) de Horribles et épouvantables prouesses du très renommé Pantagruel, roi des Dipsodes representa la aparición del primer texto completo e impreso en euskera (en el capítulo IX). Según Vinson, este texto está en dialecto suletino o bajo-navarro. La primera parte del texto es una oración y la segunda la respuesta de Panurgo a la pregunta de Pantagruel:

Jona andie, guassa goussyetan behar.

Y sigue 

Anbates, otoyyes nausu, ey nessassu gourray proposian ordine den. Non yssena bayta fescheria egabe, genherassy badia sadassu noura assia. Aran hondovan gualde eydassu nay dassuna. Esou oussyc eguinan soury hin, et darstura eguy harm, Genicoa plasar vadu.

## Tres autores clásicos

### Bernat Dechepare

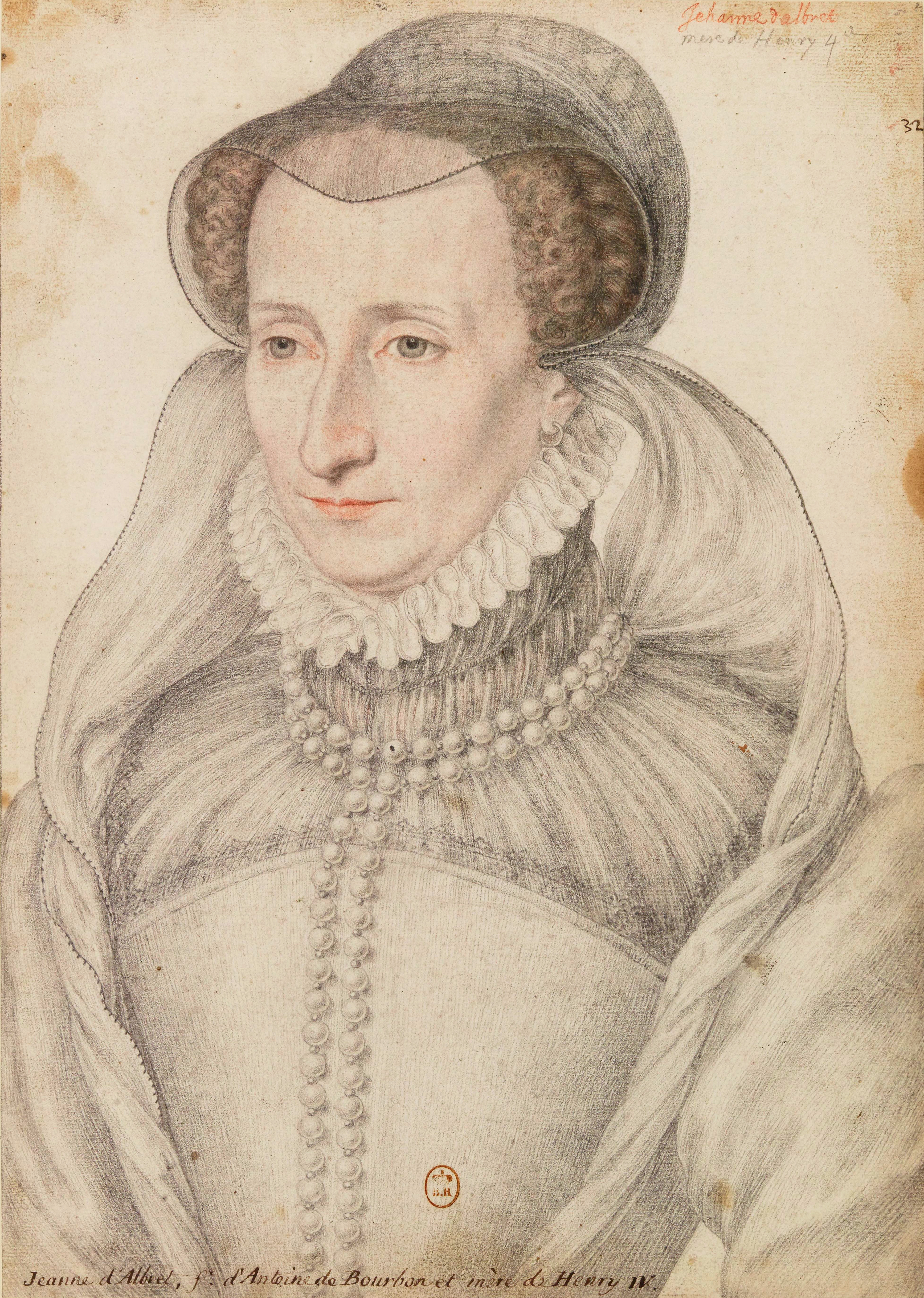
Juana de Albret

El autor de la primera obra en euskera fue Bernat Dechepare, o Etxepare, según la actual ortografía vasca. Poco se sabe sobre su vida, al igual que ocurre con la mayoría de autores en euskera hasta el siglo XX d. C.. Según el prólogo de 31 líneas que escribió en su obra, fue párroco de Eyheralar, localidad cercana a San Juan Pie de Puerto, en la Baja Navarra, actual Francia. Nacido hacia 1493 (aunque otras fuentes incluyan su nacimiento en la década anterior), estuvo preso por motivos políticos, probablemente por haber apoyado al bando de los beamonteses, partidarios de la dominación castellana, frente a los agramonteses, seguidores de Juan III de Albret, rey de Navarra, antes de que Carlos I de España devolviese los territorios bajonavarros a la casa de Foix.
Dechepare fue el primer autor que publicó una obra íntegramente escrita en euskera (algo de lo que probablemente él mismo era consciente). Fue impresa en Burdeos en el año 1545, con el título de Linguae Vasconum Primitiae, y se trata de una breve recopilación de poemas acerca de cuatro temas:
- Religión (capítulos I y II): la Virgen María y la doctrina cristiana.
- Amor (capítulos III-IV): versos lujuriosos y amorosos.
- Poemas autobiográficos (capítulo XIII): su dura estancia en la cárcel y alegato de su inocencia.
- Alabanzas a la lengua vasca, a la que augura un futuro esperanzador (capítulos XIV y XV).

Dechepare es innovador en la elección de temas, pues no hay constancia de que se hubiera utilizado en la lírica popular vasca una temática similar; a este respecto, el navarro es innovador. Al confeccionar su obra, Dechepare emplea, según algunos autores, técnicas propias del versolarismo (4/4//4/3), presumiblemente por desconocer la métrica utilizada en la poesía culta. Otros autores, sin embargo, no coinciden con esta opinión. Es considerado un poeta popular por su utilización de metros propios del versolarismo, probablemente con la intención de que fueran leídos o cantados.
El tema del amor es tratado con inocencia, pero con frescura, según afirma Julio Urkixo, por lo que se ha dicho de él que está a mitad de camino entre las Cantigas, de Alfonso X, y el Libro de buen amor, del arcipreste de Hita. Se encuentra alejado de la lírica cortesana idealista del medievo europeo; trata el tema de las relaciones amorosas con total naturalidad, sin rastro alguno de platonismo. 
Durante una época la obra de este autor fue criticada por las siguientes razones:
- La frescura y naturalidad con las que trata los temas amorosos se volvieron inaceptables después del Concilio de Trento.

- Los metros, medidas y rimas populares elegidas por Dechepare tenían errores para la nueva poesía renacentista, errores que Oihenart criticaría con dureza.

A diferencia de Leizarraga, este autor no se preocupó de buscar un euskera unificado, pues su objetivo era a dar a conocer el euskera, no que todos los vascos lo entendieran. Debido a esto, escribió en el único dialecto que conoció, el bajonavarro oriental. En general, la ortografía de Dechepare es bastante irregular, dado que, al ser su libro el primero publicado en euskera, carecía de modelos escritos.
Hay que comentar que no se puede entender la obra de Bernat como la de un autor en solitario; fue fruto de un contexto, pues, tal y como Oihenart escribió en 1665 en L´art poétique basque, en aquella época existían otros dos poetas, el escritor de pastorales Joan Etxegarai y Arnaut Logras, de cuyas obras nada ha llegado hasta nuestros días, pues es probable que fueran publicadas después de Dechepare (lo cual explicaría la inexistencia de referencias a estos autores y que diga en sus versos:"Si hasta ahora estuviste sin ser impresa, desde hoy circularás por todo el mundo".), o que no se publicaran, tal y como ocurrió con el manuscrito de Lazarraga.
Una de las composiciones de la obra de Dechepare, Contrapas, constituye un auténtico canto a la lengua vasca, a la que se augura un brillante futuro, como puede verse en las siguientes estrofas, traducidas al castellano por Koldo Izagirre: 

Estabas en poca estima
 entre las lenguas;
 pero ahora serás
 la más noble de todas.
 
 Si hasta ahora estuviste
 sin ser impresa,
 desde hoy circularás
 por todo el mundo.

### Juan Pérez de Lazarraga
El manuscrito encontrado por Borja Aginagalde en 2004 y adquirido por la Diputación de Guipúzcoa a un anticuario de Madrid ha supuesto que muchas de las ideas concebidas hasta el momento sobre la historia de la literatura vasca hayan tenido que ser revisadas, entre ellas el aislamiento al que se decía que había estado sometida la literatura en euskera hasta entrada la Era Moderna. 
Poco se sabe sobre el Señor de la Torre de Larrea, pertenece al influente linaje de Lazarraga, procedente de Oñate, donde se había asentado a finales del siglo XV d. C.. Su hermano y él estudiaron probablemente en la recién creada Universidad de Oñate. Su hermano, tras enviudar, se trasladaría posteriormente a Toledo y luego a la corte de Madrid. Pruden Gartzia defiende que Lazarraga pudo tener contacto con Garibay debido no solo a la cercanía, sino al gusto de ambos por la historia y las crónicas, que el autor plasmaría en la Genealogía de su familia, por la que era conocido hasta el descubrimiento del manuscrito.
El manuscrito está compuesto por 102 páginas en total, de las cuales dos tercios son poesía y lo restante se enmarca en un género en expansión que tuvo muchos seguidores en la época, la novela pastoril renacentista. Este género había sido inaugurado por Jacopo Sannazaro con La Arcadia y continuado por autores como Jorge de Montemayor, Miguel de Cervantes y otros muchos, entre los cuales estaría Joan Pérez Lazarraga. Al igual que en la de Sannazaro, en la obra de Lazarraga se entremezclan la prosa y el verso. Alejado del petrarquismo, está más cerca de las canciones líricas tradicionales del siglo XV d. C.. Más elegante que Bernat Dechepare pero sin cumplir con la exactitud que Oihenart pediría en el siglo XVII d. C., utiliza formas conocidas del verso vasco.
Si hay que destacar algo es la utilización de la prosa, que se creía que no se había desarrollado hasta la llegada de la ascética didáctica de la Escuela de Sara, en el siglo XVII d. C.. Es valioso también como testimonio de la existencia del desaparecido dialecto alavés, que ya había sido propuesta por Koldo Mitxelena en su estudio del diccionario de Landucci. El euskera utilizado por Lazarraga es sin duda alguna un euskera arcaico, marcado por formas en subjuntivo ya perdidas, el caso nondik (ablativo) arcaico y las formas viejas en los verbos auxiliares.

### Joanes Leizarraga

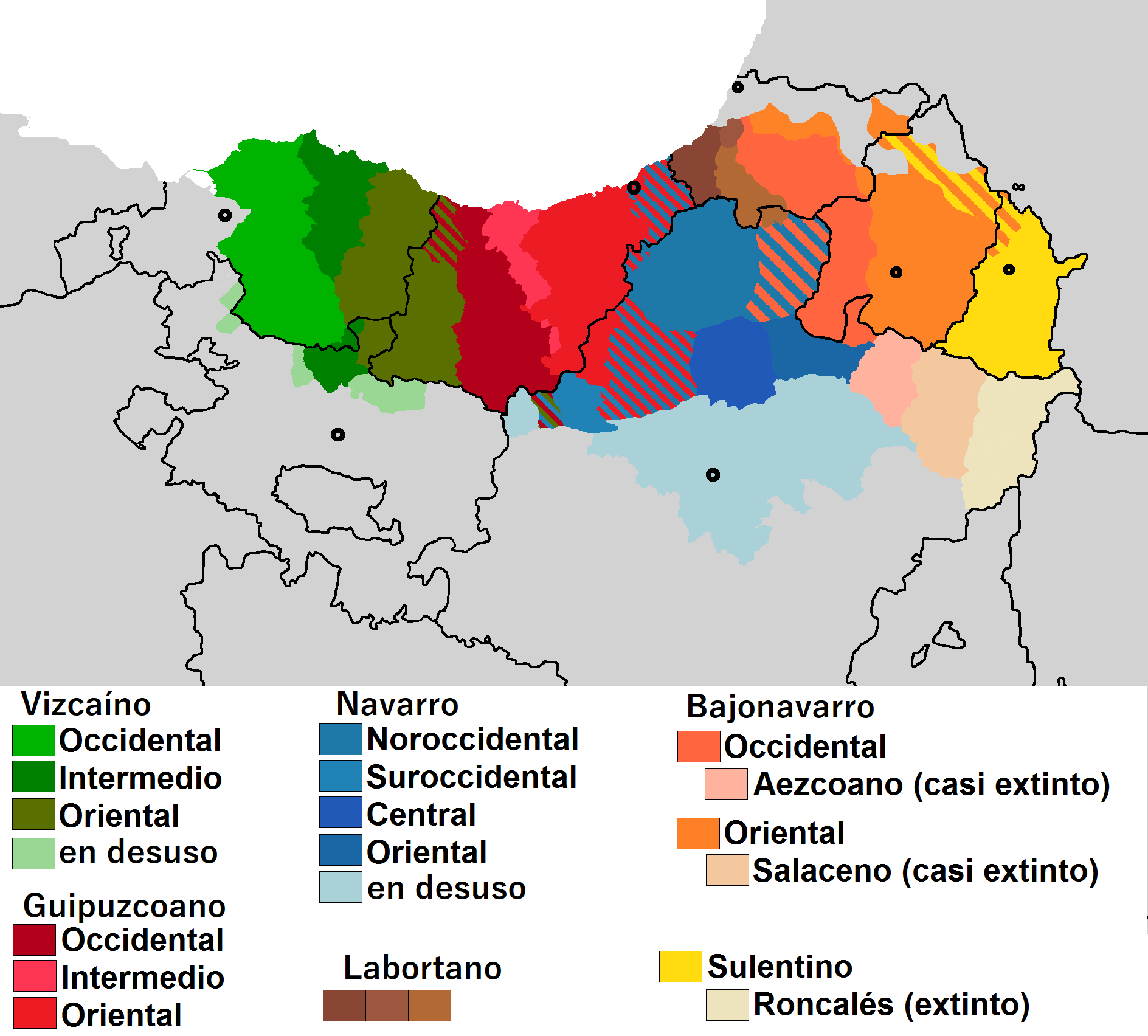

Distribución dialectal según la tesis doctoral de Koldo Zuazo

Joannes Leizarraga es relevante por sus traducciones de textos religiosos. Nació en 1525 en Beraskoitze (Labort) y murió en 1601 en Labastide-Clairence. En 1560 se convirtió al protestantismo (al igual que la reina) y se puso a las órdenes del Sínodo de Pau, que le encargó, para ayudar a la difusión de la reforma, la traducción del Nuevo Testamento al euskera. Leizarraga publicó tres traducciones:
- Jesus Krist Gure Jaunaren Testamentu Berria (El Nuevo Testamento).

- Kalendrera, calendario de festividades religiosas.

- ABC edo Kristinoen instrukzionea, sobre las enseñanzas cristianas o la doctrina.

Las tres obras fueron publicadas en 1571 en La Rochelle, fortaleza de los hugonotes. Los críticos destacan sus méritos como traductor, pues, sin tener un modelo para escribir prosa en euskera, tuvo que hacer un trabajo inmenso de traducción. Por influencia del latín, utilizó una sintaxis similar a la de las lenguas románicas, con abundantes oraciones subordinadas, si bien alterna con maestría las proposiciones breves y las largas.
Los destinatarios de sus traducciones eran los hablantes de euskera del País Vasco francés, aunque tampoco queda claro el dialecto que utilizó, pues tomó del labortano, bajo navarro y suletino. Se considera que decidió unir los tres dialectos para poder llegar a un público más amplio. O, tal vez, que él mismo hablaba esa mezcla de distintos dialectos. Al respecto, se han presentado las siguientes teorías:
- Piarres Lafitte se atiene a lo que el autor mismo dice en el prólogo, es decir, que utilizó su euskera natal, es decir el labortano de Lapurdi.[14]

- Según Louis Lucien Bonaparte, los tres dialectos del País Vasco francés estuvieron en una época unidos, y Leizarraga habría escrito cuando aún esto era así. Esta teoría cuenta con un serio obstáculo: apenas un siglo después se encuentran textos diferentes escritos en labortano, bajo navarro y suletino.[15]

- Mathieu René Lafon afirma que en aquella época muchos bajonavarros y suletinos viajaban al pueblo de Leizarraga, Beraskoiz. Además, los padres y abuelos del escritor eran de Baja Navarra y los ayudantes que le asignó la reina de Navarra eran suletinos. Así se explicaría que las tres formas estén presentes en sus textos.

Por otra parte, hay que tener en cuenta que la costa de Labort en aquella época era de gran importancia económica a nivel europeo, y, aunque no estaba integrada dentro del Reino de Navarra, Leizarraga utilizó como base la flexión verbal de esta región.
Debido al uso culto del lenguaje que exigía una traducción de esta índole y a la fidelidad meticulosa que se exigió a sí mismo, Leizarraga utilizó numerosos cultismos en detrimento de palabras patrimoniales del euskera. Por ejemplo, tradujo pescador de hombres por giza pescadore, en vez del castizo arrantzale. Aunque es innovador en el uso de léxico culto, su euskera es algo arcaico en cuanto a la morfología y fonética. Al igual que en la obra de Lazarraga, pueden encontrarse rastros lingüísticos anteriores al siglo XVI d. C..

## Una traducción olvidada:Doctrina Christina en Romance y Basquence
La traducción realizada por el alavés Juan Pérez de Betolaza es la primera doctrina cristiana publicada en euskera y el primer testimonio que tenemos del dialecto occidental (o dialecto vizcaíno) (a pesar del claro influjo del dialecto alavés). Su interés es principalmente lingüístico, pues exceptuando una extensa oración en verso, el resto de la obra es una traducción de la edición princeps del catecismo de Jerónimo de Ripalda. Encargada por el cardenal de Calahorra, Pedro Manso Zuñiga, se reeditó varias veces después de la muerte del autor en 1600, y gracias a ello se conservan ejemplares.
Koldo Mitxelena recuperó esta traducción debido a su gran interés lingüístico, pues el autor había nacido en Álava y la obra fue publicada en el entonces Señorío de Vizcaya. Gracias al manuscrito de Lazarraga sabemos que el dialecto hablado en Álava aún no había retrocedido ni había sido absorbido por el vizcaíno, por lo que probablemente el hablado tanto en La Rioja como en Betolaza debió de ser aquel. Por otra parte, esta doctrina fue publicada para las provincias vascongadas y en Bilbao, y el dialecto alavés es parecido en muchos rasgos gramaticales y sintácticos al vizcaíno actual (debido a que este absorbió en siglos posteriores el hablado en Álava).

## Obras desaparecidas

### El catecismo de Sancho Eltso (1561)
Este libro, hoy perdido, fue escrito en 1561 con el título de Doctrina cristiana y pasto espiritual del alma para los que tienen cargo de almas y para todos estados en castellano y vascuence. Su autor fue Sancho Eltso, y es el primer catecismo impreso en euskera, y el primer libro en euskera publicado en el País Vasco español de que se tiene noticia. Fue impreso en Estella en 1568 por el impresor flamenco Adriano Anvers, según el historiador pamplonés Isasti. En 1570, el autor denunció al arriero de Tudela Juan Bastida por no haber entregado al cura de Cintruénigo 444 ejemplares del catecismo. Es gracias a este litigio que tenemos conocimiento del primer catecismo en euskera del cual no nos ha quedado ejemplar alguno, pues aquel impresor flamenco se fue a Pamplona en 1568, desapareciendo toda referencia a él de entonces en adelante.

## Obras disponibles enKlasikoen Gordailua(Archivo de clásicos)
- Linguae Vasconum Primitiae (Bernard Etxepare)
- Manuscrito de Juan Pérez de Lazarraga
- ABC edo Kristinoen instrukzionea (Joanes Leizarraga)
- Iesus Krist Gure Iaunaren Testamentu Berria (Joanes Leizarraga)
- Kalendrera (Joanes Leizarraga)
- Katexismea (Joanes Leizarraga)
- Konfesionea (Joanes Leizarraga)
- Othoitza eklesiastikoen forma (Joanes Leizarraga)
- Doktrina Kristiana (Betolaza)

- Datos: Q5977122